# پیرازین
پیرازین (به انگلیسی: Pyrazine) با فرمول شیمیایی C۴H۴N۲ یک ترکیب شیمیایی با شناسه پاب‌کم ۹۲۶۱ است. که جرم مولی آن 80.09 g/mol می‌باشد. شکل ظاهری این ترکیب، بلورهای سفید است.